# あ可よろし
『あ可よろし』（あかよろし）は、チリヌルヲワカの2ndフルアルバム。

## 概要
前作『白穴』から1年ぶり、フル・アルバムとしては1stアルバム『イロハ』以来6年半ぶりのリリースとなるアルバム。オフィシャル通販サイト、Amazon.co.jpとライブ会場限定での販売。収録曲はバンドで作曲している1曲を除き、全てユウが作詞作曲を担当している。アルバムタイトルは「あきらかによいこと」という意味で、バンドの自信作ということを表している。

## 収録曲
| 全作詞・作曲: 中島優美、全編曲: チリヌルヲワカ。 |                            |          |            |
| #                                                | タイトル                   | 作詞     | 作曲・編曲 |
| 1.                                               | 「々々々〜トリプレット〜」 | 中島優美 | 中島優美   |
| 2.                                               | 「つれづれと・・・」       | 中島優美 | 中島優美   |
| 3.                                               | 「ヒトダカラ」             | 中島優美 | 中島優美   |
| 4.                                               | 「絶対値」                 | 中島優美 | 中島優美   |
| 5.                                               | 「ひとみごくう」           | 中島優美 | 中島優美   |
| 6.                                               | 「再生可能」               | 中島優美 | 中島優美   |
| 7.                                               | 「甲と乙」                 | 中島優美 | 中島優美   |
| 8.                                               | 「念じる」                 | 中島優美 | 中島優美   |
| 9.                                               | 「新月」                   | 中島優美 | 中島優美   |
| 10.                                              | 「ホオズキ」               | 中島優美 | 中島優美   |